# Bathylaimus arthropappus
Bathylaimus arthropappus är en rundmaskart som beskrevs av Christian Wieser och Stephen Donald Hopper 1967. Bathylaimus arthropappus ingår i släktet Bathylaimus och familjen Tripyloididae. Inga underarter finns listade i Catalogue of Life.